# Álvaro Neto
Álvaro Gaudêncio Neto (Campina Grande, 23 de fevereiro de 1957), também conhecido por Álvaro Neto, é um advogado e político brasileiro. É atualmente filiado ao PSB.

## Carreira política
Filho de José Lucas Gaudêncio e Teresinha de Jesus Nóbrega Gaudêncio, nasceu em uma família de políticos: seu avô, Álvaro Gaudêncio de Queiroz, foi deputado federal durante 20 anos; os tios, Álvaro Gaudêncio Filho e Manoel Gaudêncio, também foram deputados - o primeiro atuou na Câmara dos Deputados entre 1971 e 1987, e o segundo exerceu 3 mandatos na Assembleia Legislativa. Seu tio-avô José Gaudêncio Correia de Queirós foi senador e deputado federal, e seu primo Bruno Gaudêncio foi vereador e também deputado estadual nos anos 90.
Álvaro Neto formou-se em direito na Faculdade de Direito da Universidade Regional do Nordeste (atual UEPB) em 1975, e fez sua estreia eleitoral precocemente: aos 19 anos, lançou sua candidatura a vereador pela ARENA, ficando em terceiro lugar, com 2.327 votos. Em 1980, com a eliminação do bipartidarismo, filiou-se ao PDS. Neste ano, com a suspensão das eleições para que houvesse a coincidência de mandato entre os legisladores, continuou por mais 2 anos na Câmara Municipal.
Reeleito em 1982, com 1.873 votos (foi o quinto candidato mais votado), saiu da Comissão de Constituição e Justiça e integrou a Comissão de Finanças. Em 1985, virou conselheiro da seção paraibana da OAB, onde permaneceria até 1987.
Durante o mandato-tampão do senador Milton Bezerra Cabral no governo estadual, licenciou-se do mandato de vereador para assumir a Secretaria de Indústria e Comércio, onde ficou até março de 1987, já na administração de Tarcísio Burity.
Em 1988, desta vez filiado ao PL, foi indicado a vice na chapa de Edvaldo do Ó, do PMB, que ficou em quarto lugar no pleito municipal que elegeu o então deputado federal Cássio Cunha Lima para a prefeitura de Campina Grande. No ano seguinte deixou o PL e migrou para o PFL, onde foi eleito deputado estadual em 1990, com 12.375 votos.
Em 1992, concorreu à prefeitura de Campina Grande pelo mesmo PFL, ficando em terceiro lugar (12.527 votos). Dois anos depois, candidatou-se a deputado federal, se elegendo com 34.094 votos. Tentou se reeleger em 1998, mas os 43.878 votos que obteve não foram suficientes para garantir mais 4 anos de mandato. Durante o mês de maio e no período entre junho e setembro de 2000, assumiu novamente o cargo, chegando a integrar como titular as comissões permanentes de Direitos Humanos e de Fiscalização Financeira e Controle e a de Finanças e Tributação e a de Seguridade Social e Família, na condição de suplente.
Voltou a concorrer a uma cadeira na Câmara dos Deputados em 2002, novamente pelo PFL, e mesmo obtendo outra expressiva votação (41.170 sufrágios), não conseguiu se eleger. Em 2006, Álvaro Neto disputou pela segunda vez uma vaga na Assembleia Legislativa, pelo PMDB. Saiu com 19.671 votos, insuficientes para se eleger. Concorreu novamente em 2010, obtendo 14.339 votos.
Em setembro de 2013, Álvaro foi empossado na presidência do PHS na Paraíba, com o objetivo de expandir a legenda para todas as cidades do estado. No ano seguinte, candidatou-se a uma vaga na Câmara dos Deputados pela quarta vez, obtendo apenas 5.715 votos.
Filiado ao PSL em 2015, chegou a pensar em disputar a prefeitura de Campina Grande, mas declinou para manifestar apoio à pré-candidatura do deputado federal e ex-prefeito Veneziano Vital na eleição municipal de 2016. Porém, desmentiu a declaração. Chegou a ser cotado para ser o vice na chapa de Adriano Galdino (PSB), mas foi preterido pelo deputado estadual Inácio Falcão.
Em outubro de 2017, tornou-se presidente do diretório municipal do Avante (ex-PTdoB) em Campina Grande. Seu nome chegou a ser cogitado para ser vice de João Azevêdo, mas optou em ser novamente candidato a deputado federal nas eleições de 2018, obtendo apenas 3.985 votos - seu pior desempenho em uma eleição estadual.
Em janeiro de 2019, decepcionado com a direção estadual do Avante, principalmente com o então deputado estadual Genival Matias (falecido em 2020), Álvaro Neto anunciou sua desfiliação do partido, situação que impediu o ex-deputado participar de sua oitava eleição estadual consecutiva em 2022.
Após 5 anos sem partido, acertou sua filiação ao PSB em abril de 2024, atendendo a um convite do governador da Paraíba, João Azevêdo. Sua esposa, Lucinha Gaudêncio, e seu filho, Álvaro José, também filiaram-se à legenda.